# Ostritz
Ostritz település Németországban, azon belül Szászország tartományban. Lakosainak száma 2228 fő (2023. december 31.).

## Fekvése
Görlitztől délre fekvő település.

## Története
500 körül itt szláv település állt. Nevét valószínűleg 1007-ben Castellum Ostrusna néven említették először, de a név más erődítményekre is utalhat, mint például a Rotstein Sohland-ban. Neve a régi szláv Ostrožn szó, mely palisádokkal körülvett településre utal.
Cisztercita kolostora a 12. századból való, a Szent Marienthal-apátság  mellett található.

## Galéria

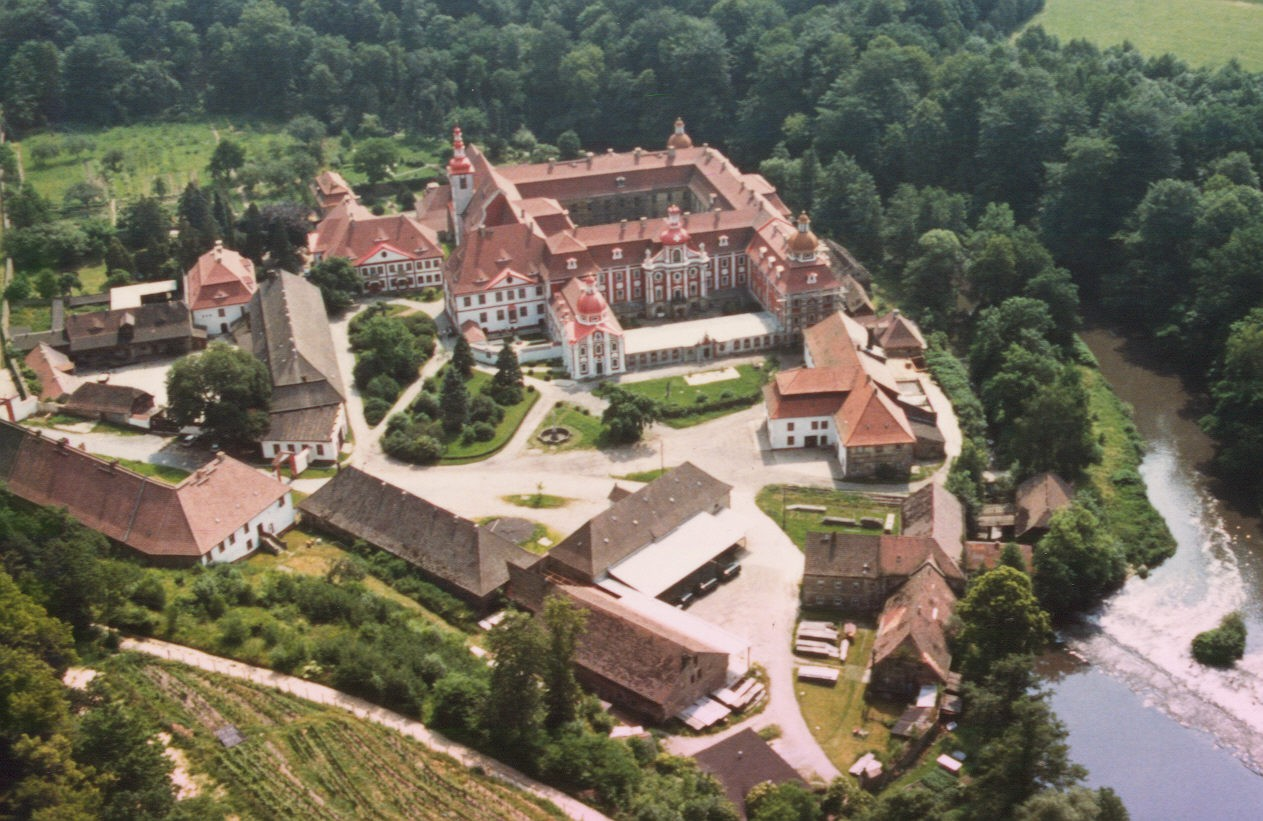
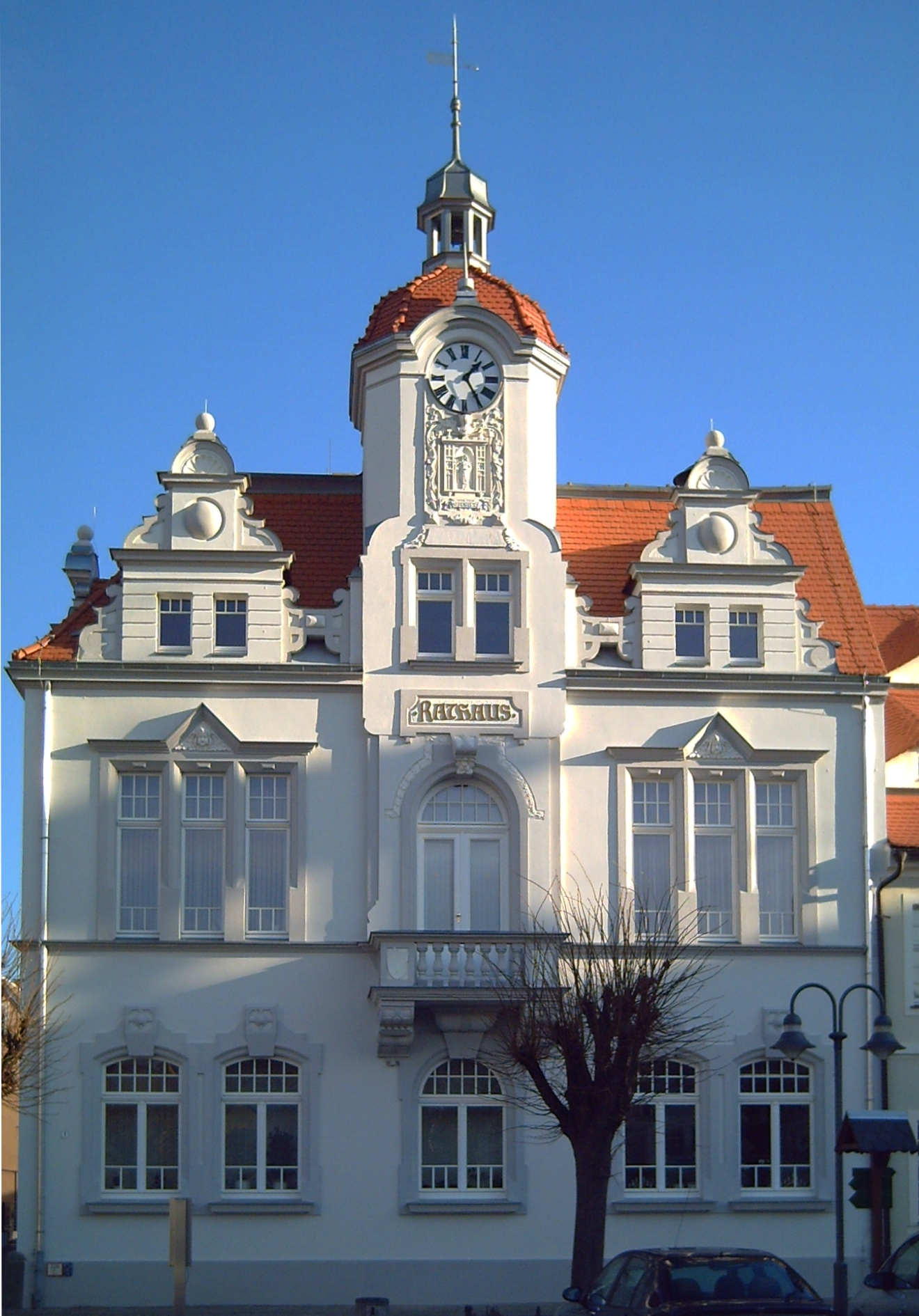
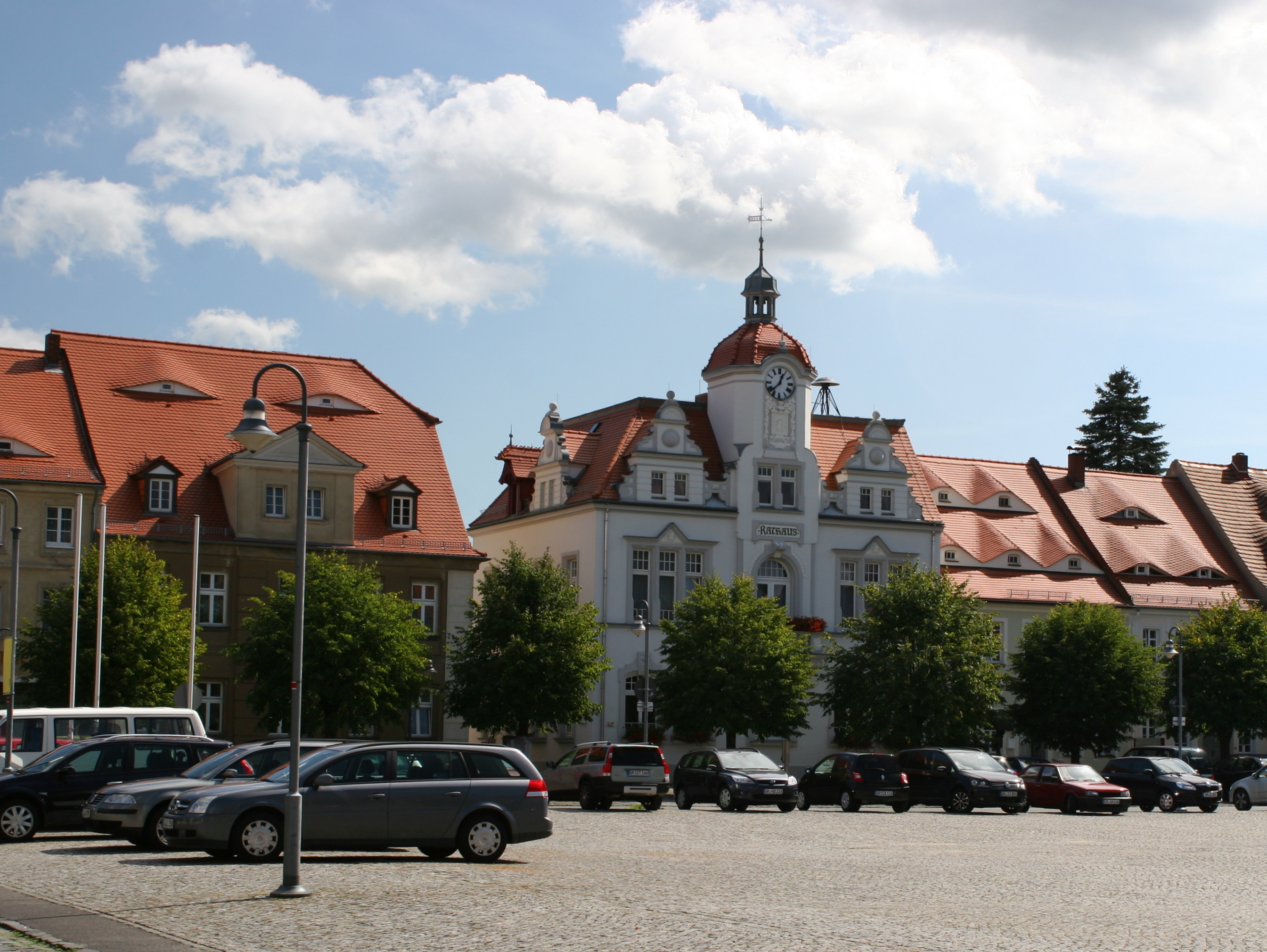
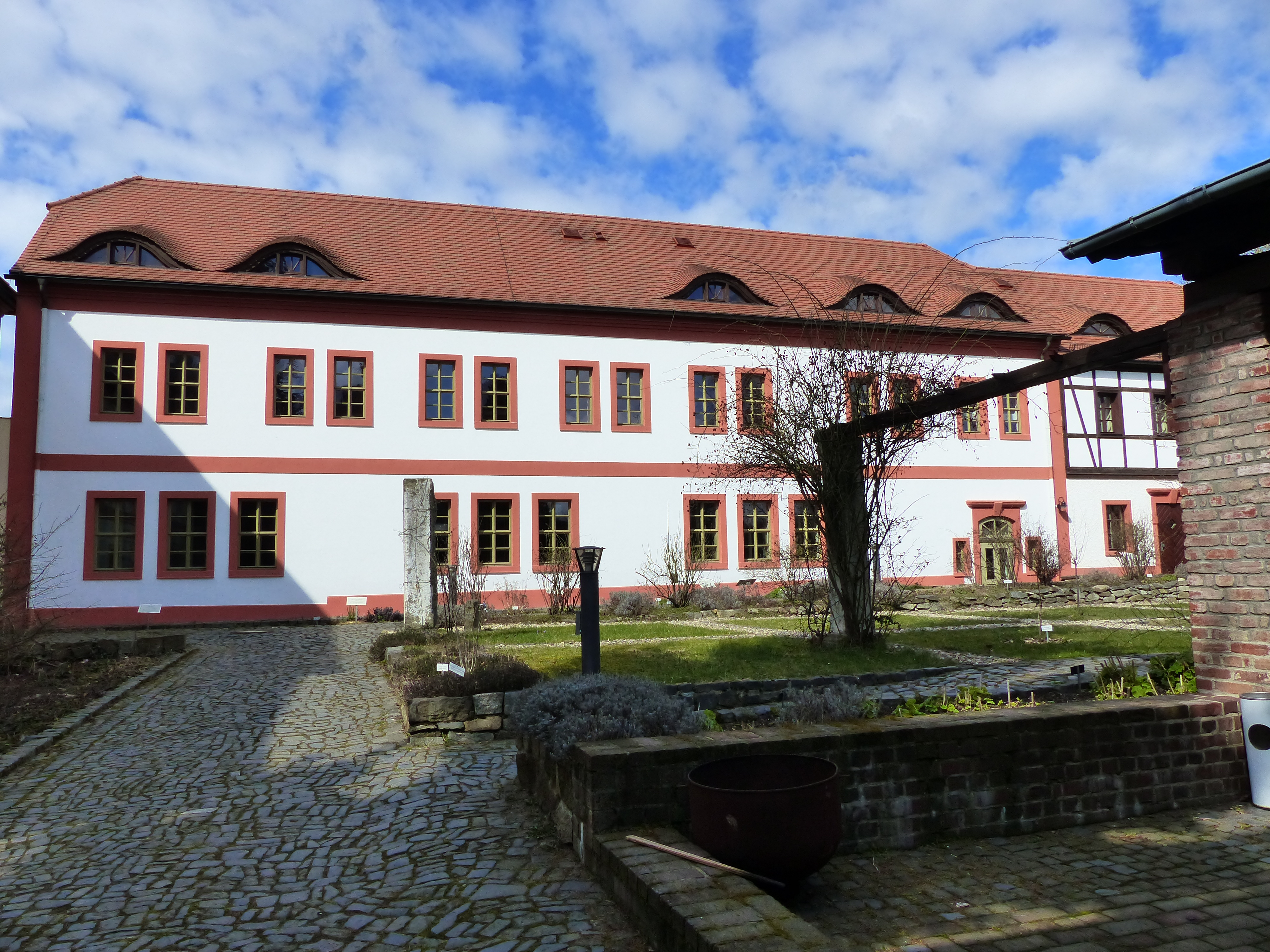
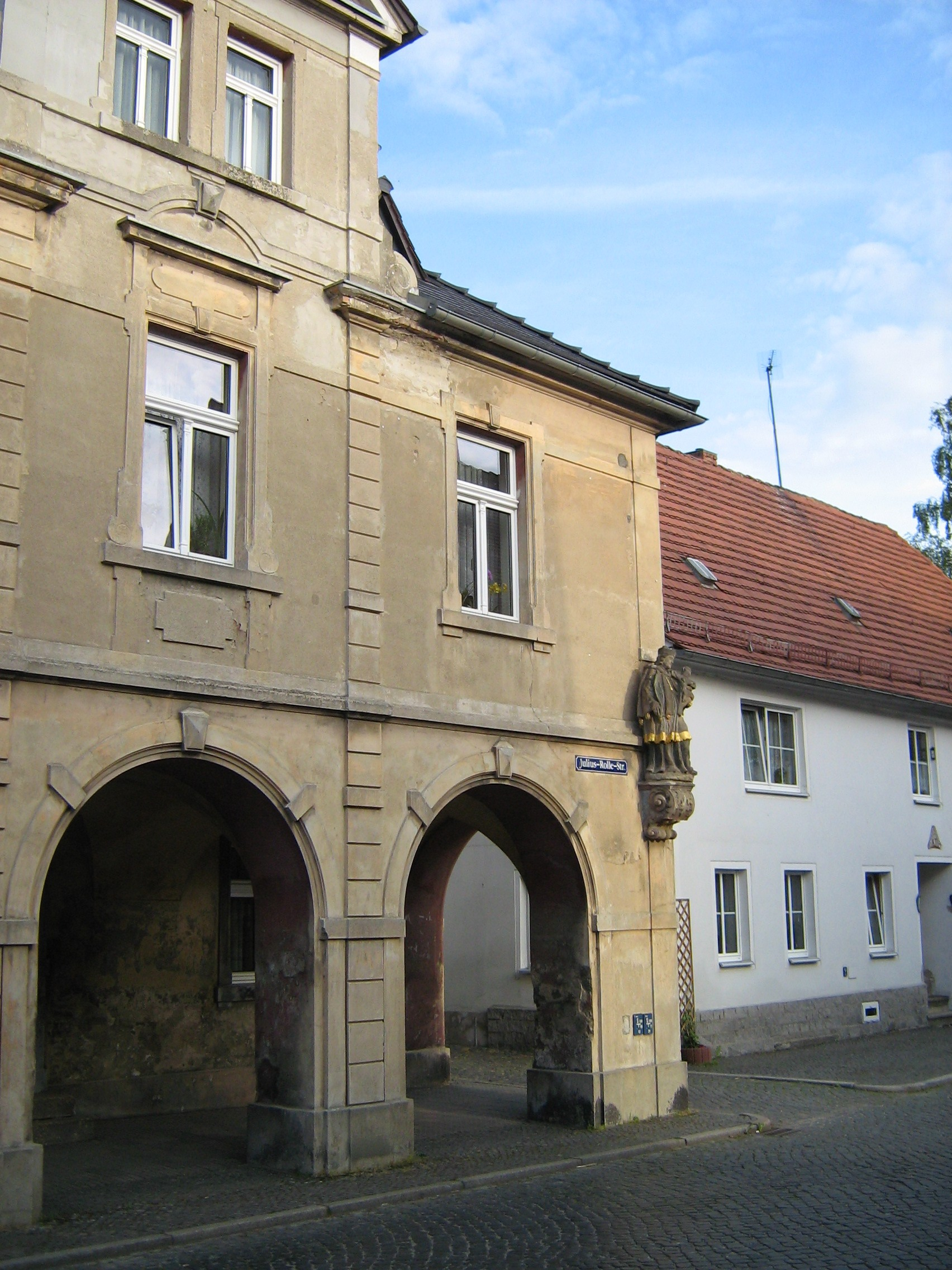
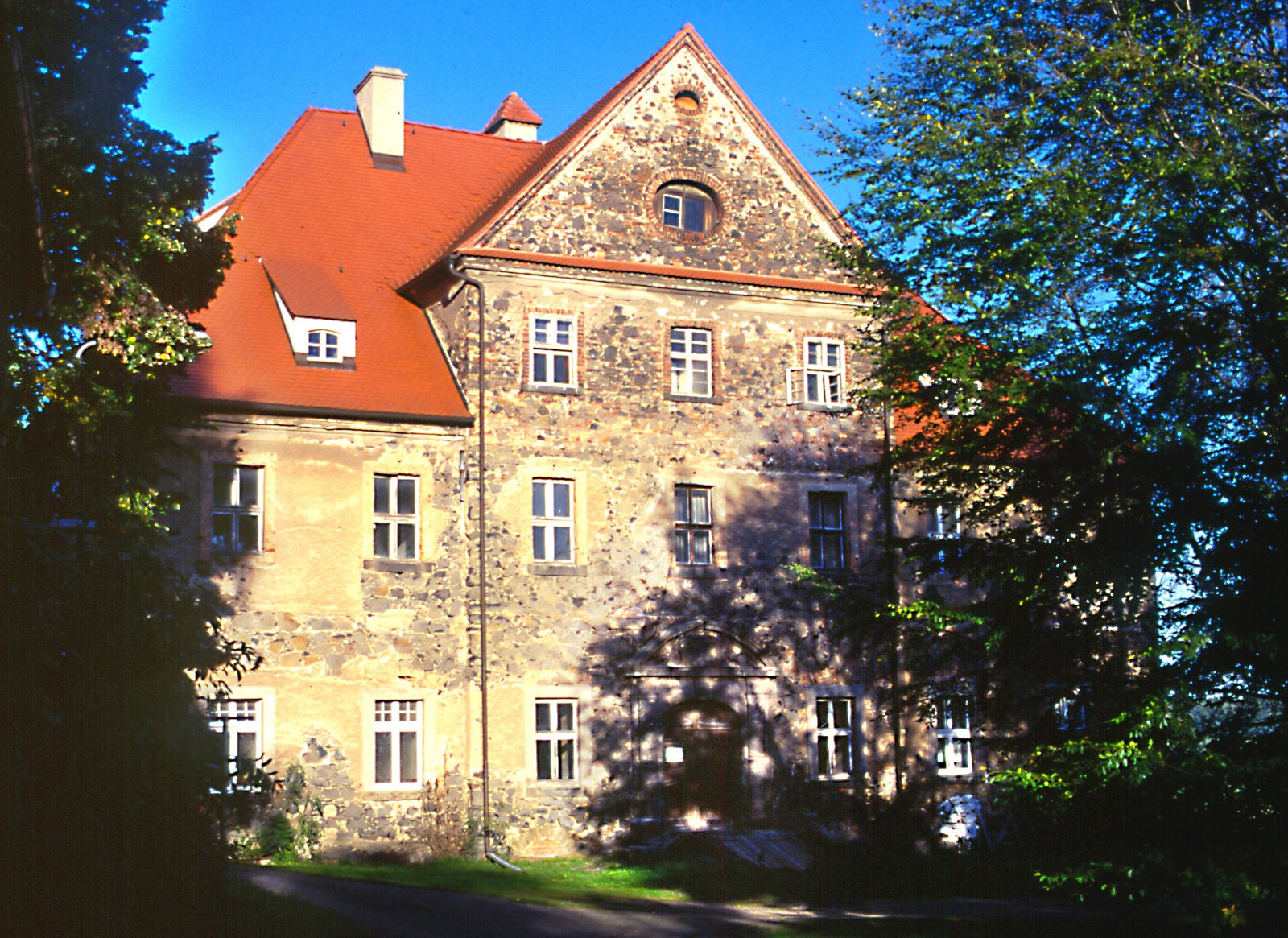
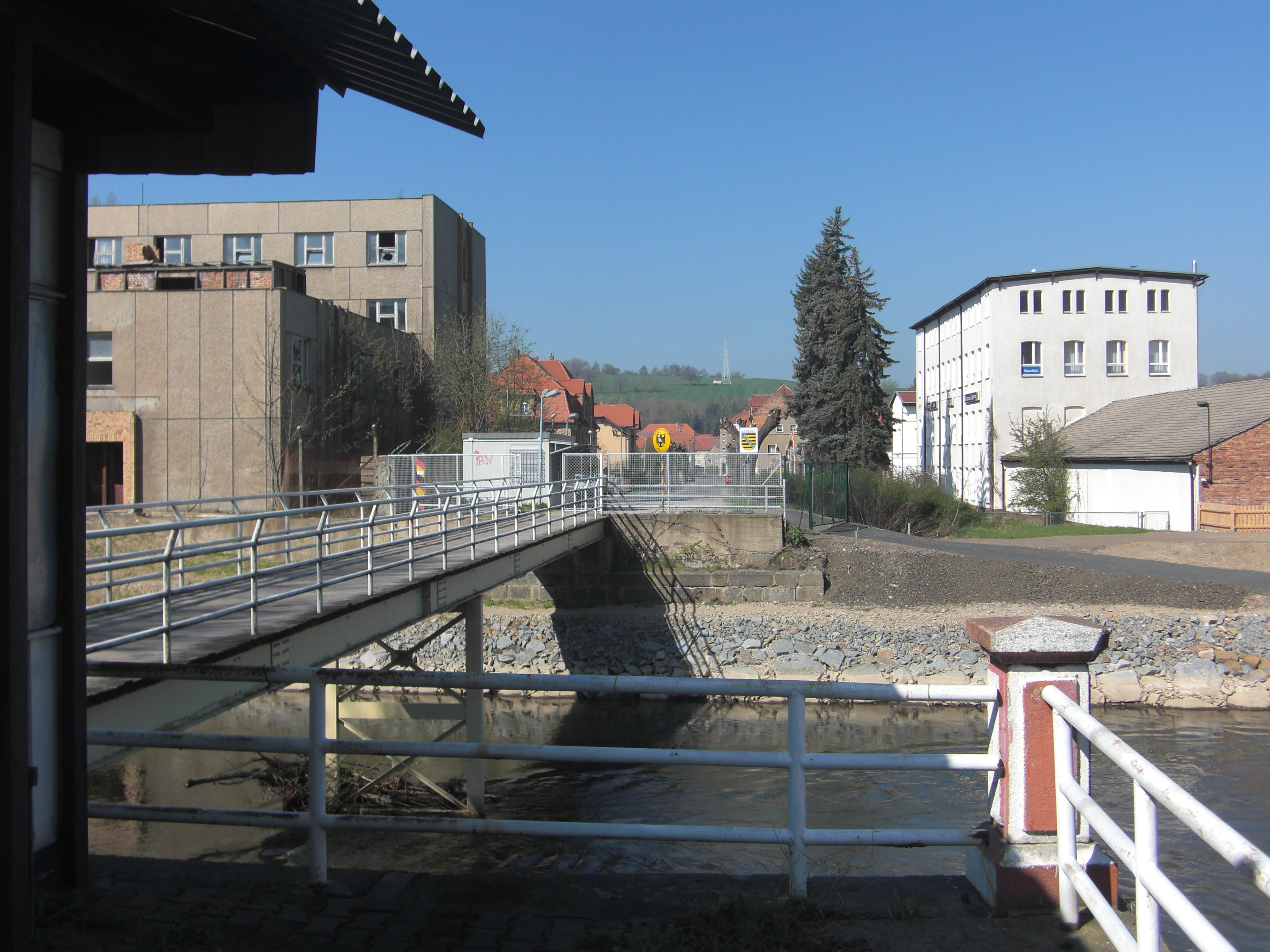
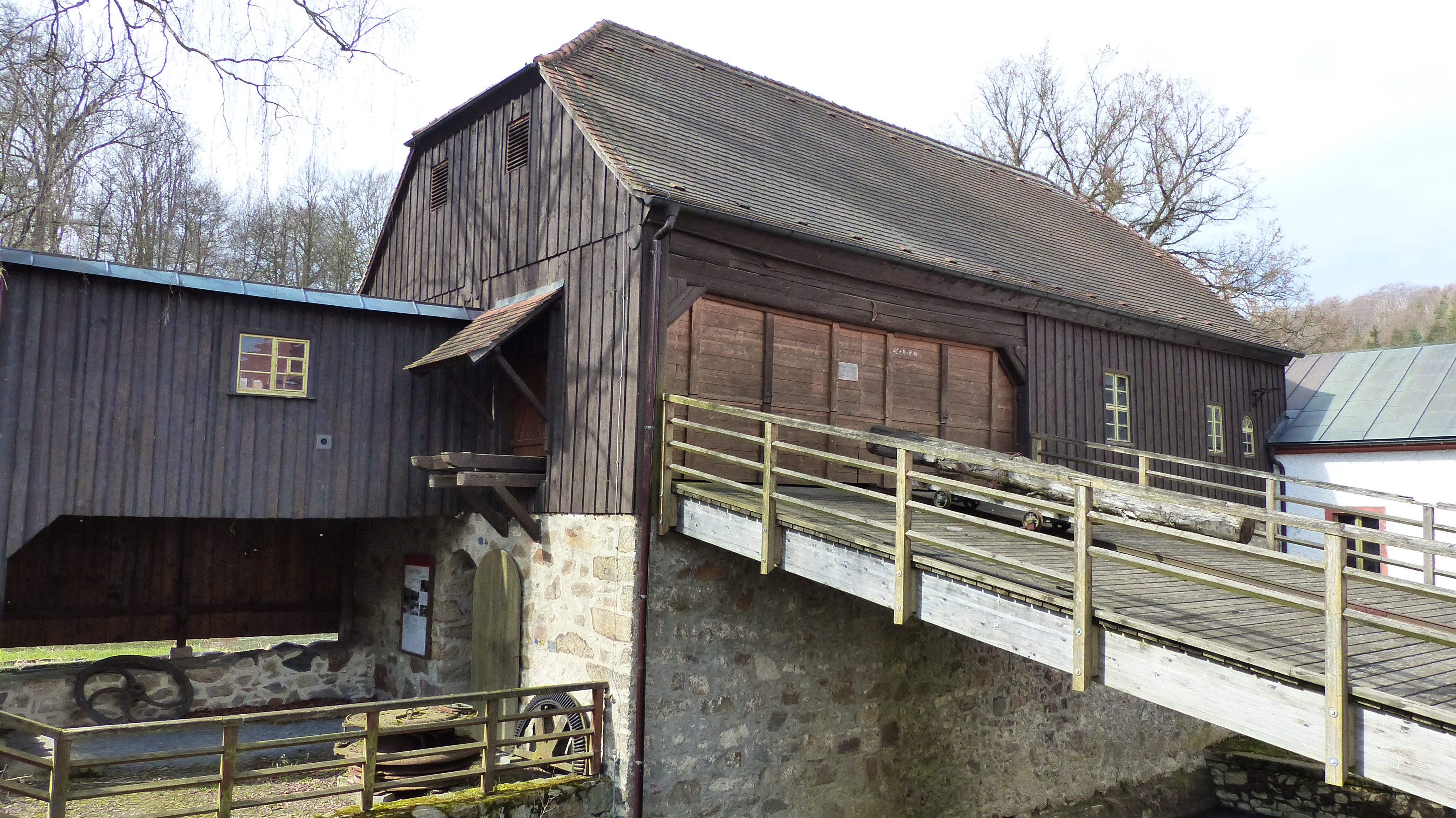

## Nevezetességek
- Kolostor
- Nicolaikirche
- Városháza

## Népesség
A település népességének változása:
| Lakosok száma | 2307 | 2257 | 2178 | 2249 | 2228 |
|               | 2017 | 2019 | 2021 | 2022 | 2023 |